# Kaukas
Kaukas est le quartier numéro 32 de Lappeenranta en Finlande,.

## Présentation
Le quartier est à 3 km à l'Est du centre ville, en bordure du Saimaa dans l'ancienne ville de marché de Lauritsala.
Kaukas est longée par la voie ferrée de Carélie.